# Friedrich Badicke
Peter August Friedrich Badicke (* 1. Dezember 1859 in Colnow, Kreis Birnbaum; † nach 1935) war ein preußischer Landtagsabgeordneter und Rittergutsbesitzer. Er war in der Zeit des Nationalsozialismus Führer des Verbandes der Schießvereine deutscher Jäger.

## Leben
Er war der Sohn des Schönfeldter Rittergutsbesitzers August Badicke und dessen Ehefrau Bertha geborene Zickermann. Nach dem Besuch des Gymnasiums in Guben und der Realschule 1. Ordnung in Görlitz erhielt er wegen längerer Krankheit Privat-Stunden. Von 1879 bis 1880 war er in der Landwirtschaft bei Vidal-Clausdorf und bis 1881 bei Köppen, Mellentin tätig. Vom 1. Oktober 1881 bis 30. September 1882 diente Badicke als Einjähriger im Ulanen-Regiment 3 und wurde 1883 zum Sekundoleutnant der Reserve ernannt.
Von 1885 bis 1893 war er Domänenpächter in Kiemberg und übernahm dann die Bewirtschaftung des väterlichen Gutes Schönfeldt, welches sich seit dem Jahre 1818 im Familienbesitz befand. Nach dem Tod des Vaters 1905 wurde er als ältester Sohn Eigentümer des Rittergutes Schönfeld.
Im Jahre 1892 erfolgte seine Beförderung zum preußischen Leutnant der Reserve und 1898 zum Rittmeister der Reserve. 1912 erhielt er seinen endgültigen militärischen Abschied mit der Uniform der Ulanen-Regiment 3. Nach Ausbruch des Ersten Weltkrieges wurde Badicke als Führer der 2. Landsturm-Eskadron Fürstenwalde im Bereich des III. Armeekorps aktiviert und im darauffolgenden Jahr zum Major befördert. Nach Kriegsende 1918 wurde er aus dem Heeresdienst entlassen.
Von 1913 bis 1918 war er im Preußischen Landtag, wo er für seinen Heimatkreis die Konservative Partei vertrat.
Im Jahre 1896 wurde Friedrich Badicke Kreisvorsitzender des Bundes der Landwirte. Später wurde er für die Provinz Pommern stellvertretender Vorsitzendes dieses Bundes. Nebenbei wurde er 1923 zusätzlich stellvertretender, später Kreisführer für den Grenzschutz. Bis 1931 war er der Kreisführer des Stahlhelms. Außerdem gehörte er folgenden Organisationen an: Reichsverband Deutscher Offiziere (RDO), Deutsche Landwirtschafts-Gesellschaft (DLG) und SA.

## Ehrungen
- Eisernes Kreuz II. Klasse
- Roter-Adler-Orden 4. Klasse